# Księga Nehemiasza
Księga Nehemiasza (hebr. נְחֶמְיָה Nehemia) – jedna z ksiąg Pisma Świętego zawarta w Starym Testamencie.
Pierwotnie księga ta wraz z Księgą Ezdrasza stanowiła jedną całość zwaną Księgą Ezdrasza. Później Żydzi podzielili ją na księgi 1 i 2 Ezdrasza, a jeszcze później Księga 2 Ezdrasza stała się znana jako Księga Nehemiasza. Wydarzenia wspomniane w jej początkowej części dzieli od ostatnich wydarzeń opisanych w Księdze Ezdrasza mniej więcej 12–13 lat. Sprawozdanie Księgi Nehemiasza zaczyna się zatem u schyłku roku 445, a kończy po roku 433 p.n.e.
Opisuje historię powrotu z wygnania do Jerozolimy trzeciej grupy Żydów pod wodzą wielkiego przywódcy, Nehemiasza. Nehemiasz został wybrany pierwszym gubernatorem Jerozolimy i zainicjował odbudowę murów miasta. Jego reformy religijne pokrywały się z dziełem Ezdrasza.
Księga Nehemiasza harmonizuje z resztą Biblii. Wielokrotnie nawiązuje do Prawa, wypowiadając się między innymi na temat małżeństw z cudzoziemcami (porównaj Pwt 7,3 i Ne 10,30), pożyczek (Kpł 25,35–38; Pwt 31,10–13 i Ne 8,14-18).

## Treść
Część 1: Nehemiasz powraca do Jerozolimy i rozpoczyna odbudowę murów (rozdziały 1–7)
- Nehemiasz otrzymuje złe wiadomości i modli się za Jerozolimę (1 rozdz.)
- Powrót Nehemiasza (2 rozdz.)
- Odbudowa murów wbrew opozycji (3,1–7,3)
- Lista wygnańców, którzy powrócili (7,4–73)

Część 2: Prawo, pokuta i odnowione przymierze (8–10)
- Ezdrasz czyta Prawo i lud wyraża żal – modlitwa (9,1–37)
- Lud podejmuje zobowiązanie, iż będzie przestrzegał Prawa (9,38–10,39)

Część 3: Lud i jego reformatorski gubernator (rozdziały 11–13)
- Listy ludzi i kapłanów (11,1–12,26)
- Poświęcenie nowych murów: Jerozolima może w końcu się bronić (12,27–43)
- Reformy Nehemiasza (12,44–13,31)

## Czas i miejsce
Nehemiasz powrócił do Jerozolimy w 445 r. przed Chr. i był gubernatorem przez dwanaście lat, to jest do roku 433 przed Chr. Sposób, w jaki ta księga wiąże się z księgą Ezdrasza i grupą, którą on przywiódł, nie zawsze jest łatwy do określenia. Nehemiasz zostawił wysoce rozwinięty perski dwór królewski i przybył do miasta, które dopiero zaczęto odbudowywać, w którym dużo było jeszcze chaosu. Mniej więcej w tym okresie działał prawdopodobnie prorok Malachiasz.

## Czas spisania
Ścisłe związki, jakie istnieją pomiędzy tą księgą a 1 i 2 Księgą kronik oraz Księgą Ezdrasza wskazują, że spisano ją około roku 400 przed Chr., ale najważniejszą częścią księgi wydaje się być dziennik Nehemiasza.

## Główne wydarzenia
- Powrót Nehemiasza do Jerozolimy (rozdz. 2)
- Ukończenie odbudowy murów (rozdz. 6)

## Znaczenie i przesłanie
Nehemiasz, człowiek czynu, zdołał rozbudzić nadzieję w przygnębionym narodzie i dał mu zarówno duchowe, jak i praktyczne przywództwo, aby mógł on wypełnić trudne zadanie w obliczu zagorzałej opozycji. Był również człowiekiem modlitwy do końca zawierzającym Bogu, skutecznym w działaniu. Za jego panowania dzięki pomocy Ezdrasza, życie religijne Żydów uległo odnowieniu.
Źródło: Biblia.net.pl